# Jaapiella rubiae
Jaapiella rubiae är en tvåvingeart som beskrevs av Fedotova 1987. Jaapiella rubiae ingår i släktet Jaapiella och familjen gallmyggor.
Artens utbredningsområde är Kazakstan. Inga underarter finns listade i Catalogue of Life.